# زين بنت الحسين
زين بنت الحسين (23 أبريل 1968 في عمّان - )، أميرة أردنية، شقيقة ملك الأردن عبد الله الثاني بن الحسين والأخت التوأم للأميرة عائشة بنت الحسين وابنه الملك الحسين بن طلال.

## حياتها
التحقت الأميرة زين بمدرسة ويستوفر في الولايات المتحدة وتخرجت عام 1986، عرف عنها نشاطها الرياضي في المدرسة حيث كانت تقود فريق الكرة الطائرة. شاركت الأميرة زين في الجهود الإنسانية منذ التسعينيات. إذ عرضت دعمًا ماليًا لفريق السلام الخليجي وهي مجموعة احتجاج سلمية معارضة للحرب أثناء حرب الخليج. في عام 1997 أمر الملك الحسين بتحويل قصر الهاشمية الذي كان يستخدم لاستقبال كبار الشخصيات الأجنبية إلى دار للأيتام بعد أن علم بالظروف المعيشية السيئة للأيتام في عمان واختار الأميرة زين لإدارة المنشأة الجديدة والقيام بدور الراعي لها؛ افتتحت دار الأيتام بعد تسعة أشهر باسم دار البر. في عام 2013 زارت الأميرة زين مستشفى ميامي للأطفال [الإنجليزية] للإضطلاع على برامج الرعاية الصحية عن بعد.

## حياتها الخاصة
الأميرة زين هي ابنة الملك الحسين بن طلال ثالث ملوك المملكة الأردنية الهاشمية ووالدتها هي الأميرة منى الحسين، أشقائها هم: الملك عبد الله الثاني ملك الأردن، والأمير فيصل، والأميرة عائشة.
تزوجت الأميرة زين من مجدي أنور فريد الصالح الكلوب وأنجبت ابنين:
- جعفر (9 نوفمبر 1990-)، متزوج من عائشة يحيى عبد الرحمن قوطة التي تنتمي للجالية الشركسية في الأردن.[7]
- جمانة

كما تبنت الأميرة زين طفلة اسمها تهاني. يذكر أن مجدي الصالح هو شقيق محمد الصالح (زوج شقيقتها الأميرة عالية).